# Zygozyma
Zygozyma — рід грибів родини Lipomycetaceae. Назва вперше опублікована 1987 року.

## Класифікація
До роду Zygozyma відносять 4 види:
- Zygozyma arxii
- Zygozyma oligophaga
- Zygozyma smithiae
- Zygozyma suomiensis